# Gólgota de los Beskides
El Gólgota de los Beskides (en polaco: Golgota Beskidów) es un monumento católico que consiste en un camino de la cruz en la colina Matyska a 609 metros sobre el nivel del mar en el pueblo Radziechowy, cerca de Żywiec, en los Beskides del voivodato de Silesia en la parte meridional de Polonia. 
Entre los campos y prados, las estaciones de la cruz son una reminiscencia de las últimas horas de la vida de Jesucristo. En la colina hay una Cruz del Milenio, que fue construida en el año jubilar 2000. Hoy en día es un lugar que atrae a peregrinos católicos de diversos lugares. 
Desde Matyska se puede tener una vista panorámica de los Beskides de Silesia.